# Список судинних рослин України — ломикаменецвіті
Список місцевих рослин України з порядку ломикаменецвіті є продовженням Списку судинних рослин України.

### Місцеві ломикаменецвіті (Saxifragales)
| №  | Вид | Розповсюдження в Україні | Джерело інформації | Родина                     | Зображення |
| -- | --- | --- | ------------------ | -------------------------- | ---------- |
| 1  | Товстолист пісковий Crassula vaillantii (Willd.) Roth, syn. Tillaea vaillantii Willd.                                                 | На берегах річок на піщаному ґрунті — у Степу (Вознесенськ, Первомайськ), дуже рідко | [ 2 ]              | Товстолистові Crassulaceae |            |
| 2  | Hylotelephium maximum (L.) Holub, syn. Sedum maximum (L.) Hoffm., у т. ч. Sedum ruprechtii                                            | На більшій частині території, крім Криму | [ 3 ]              | …                          |            |
| 3  | Hylotelephium telephium (L.) H.Ohba, syn. Sedum telephium L., у т. ч. Sedum carpaticum, Sedum purpureum, Hylotelephium vulgare        | У Карпатах | [ 3 ]              | …                          |            |
| 4  | Petrosedum rupestre (L.) P.V.Heath, syn. Sedum rupestre L.                                                                            | На Передкарпатті (околиці Львова і Тернополя), Правобережному Поліссі (Житомирська, Київська області), в Лісостепу (Київська, Вінницька, Луганська області); інтродуцент у Маріуполі й Криму                                                                  | [ 3 ]              | …                          |            |
| 5  | Оливник рожевий Rhodiola rosea L. | На скелях, осипах, біля джерел. У зоні криволісся та на полонинах — у Карпатах, досить часто. У ЧКУ має статус «вразливий» | [ 4 ]              | …                          |            |
| 6  | Очиток їдкий Sedum acre L. | На сухих відкритих піщаних і кам'янистих місцях по всій території | [ 5 ]              | …                          |            |
| 7  | Очиток дрібний Sedum aetnense Tineo                                                                                                   | На піщаних і кам'янистих ґрунтах — зрідка в пониззі Дніпра та Бугу, а також у Криму. | …                  | …                          |            |
| 8  | Очиток білий Sedum album L. | На скелястих та кам'янистих схилах — у Криму, зрідка | …                  | …                          |            |
| 9  | Очиток альпійський Sedum alpestre Vill.                                                                                               | На скелястих місцях, біля гірських потоків — у Карпатах | …                  | …                          |            |
| 10 | Очиток однорічний Sedum annuum L. | На скелях в альпійському поясі — у Карпатах | …                  | …                          |            |
| 11 | Очиток чорнуватий Sedum atratum L. | На скелястих та кам'янистих місцях — у Карпатах, зрідка | …                  | …                          |            |
| 12 | Очиток Борисової Sedum borissovae Balk.                                                                                               | На гранітно-гнейсових схилах — у Кіровоградській та Дніпропетровській областях, зрідка | …                  | …                          |            |
| 13 | Очиток дернистий Sedum cespitosum (Cav.) DC., варіант: Sedum cespitosum                                                               | На скелястих, кам'янистих та піщаних місцях — у Криму | …                  | …                          |            |
| 14 | Очиток іспанський Sedum hispanicum L.                                                                                                 | На кам'янистих місцях, скелях, осипах — у гірському Криму, досить звичайний. У ЧКУ має статус «рідкісний» | …                  | …                          |            |
| 15 | Очиток блідий Sedum pallidum M.Bieb.                                                                                                  | На кам'янистих місцях, скелях, у лісах — у гірському Криму, б.-м. звичайно | …                  | …                          |            |
| 16 | Очиток червонуватий Sedum rubens L.                                                                                                   | На полях, біля доріг — на ПБК, зрідка | …                  | …                          |            |
| 17 | Очиток шестирядний Sedum sexangulare L.                                                                                               | На піщаних і кам'янистих місцях, скелях, в Карпатах, Лісостепу — розсіяно | …                  | …                          |            |
| 18 | Sedum urvillei DC. | У Криму (Алупка, гора Ай-Петрі, Балаклава, с. Черкес-Кермен тощо); вказується також для Закарпаття | [ 3 ]              | …                          |            |
| 19 | Sempervivum globiferum L., syn. Jovibarba globifera (L.) J.Parn., у т. ч. Jovibarba hirta (L.) Opiz, Jovibarba sobolifera (Sims) Opiz | На скелястих та піщаних місцях, в соснових лісах — зрідка на Поліссі (Волинська обл., Ковельський р-н, околиці с. Воля-Ковельська; Рівненська обл., Рівненський р-н, смт Клевань; Київська обл., Вишгородський р-н, на борових пісках Київського водосховища) | [ 4 ]              | …                          |            |
| 20 | Молодило мармурове Sempervivum marmoreum Griseb.                                                                                      | В Україні відомий з двох оселищ в Українських Карпатах на г. Кобила у пд. частині Свидовця та в Мармароських горах у долині Білого потоку в окол. с. Ділове (Рахівський р-н, Закарпатська обл.). У ЧКУ має статус «зникаючий»                                 | [ 6 ]              | …                          |            |
| 21 | Молодило гірське Sempervivum montanum L.                                                                                              | У Бескидах, на Чорногорі і в Мармароських горах, а також на Прикарпатті. У ЧКУ має статус «рідкісний» | [ 7 ]              | …                          |            |
| 22 | Молодило руське Sempervivum ruthenicum Schnittsp. & C.B.Lehm.                                                                         | На пісках, піщаному ґрунті, на скелях, іноді в соснових борах — На Поліссі, зрідка; у Лісостепу та сівбу. ч. Степу, досить часто | [ 2 ]              | …                          |            |
| 23 | Порічки альпійські Ribes alpinum L., syn. Ribes lucidum Kit.                                                                          | У лісах, серед чагарників, на скелях — у Карпатах (до субальпійського пояса), Розточчя-Опілля, зрідка на Поліссі та в зх. Лісостепу. У садах та парках пн. ч.                                                                                                 | [ 8 ]              | Аґрусові Grossulariaceae   |            |
| 24 | Смородина чорна Ribes nigrum L. | По берегах річок, у лісах, серед чагарників (на вологих місцях) — у Карпатах, Прикарпатті, Поліссі, Лісостепу. Родоначальник майже всіх сортів культурної чорної смородини. Широко культивують                                                                | …                  | …                          |            |
| 25 | Порічки скельні Ribes petraeum Wulfen, syn. Ribes carpathicum Kit. ex Schult.                                                         | На скелях — у високогірному поясі Карпат | …                  | …                          |            |
| 26 | Порічки колосисті Ribes spicatum E.Robson                                                                                             | У лісах, серед чагарників — у Карпатах, Прикарпатті, на Поліссі, на півн. ч. Правобережного Лісостепу | …                  | …                          |            |
| 27 | Аґрус Ribes uva-crispa L. | У лісах, на лісових узліссях, серед чагарників — у Карпатах, Прикарпатті, на Поліссі, на півн. ч. Лісостепу, зрідка | [ 2 ]              | …                          |            |
| 28 | Водопериця черговоцвіта Myriophyllum alterniflorum DC.                                                                                | У стоячих і повільних водах — в Розточсько-Опільських лісах (наводиться для околиць Львова), рідко | [ 9 ]              | Столисникові Haloragaceae  |            |
| 29 | Водопериця колосиста Myriophyllum spicatum L.                                                                                         | У стоячих і повільно поточних водах, іноді утворює густі чагарники — по всій території, досить звичайно; у Кримській обл. тільки в степових присиваських районах                                                                                              | …                  | …                          |            |
| 30 | Водопериця кільчаста Myriophyllum verticillatum L.                                                                                    | У стоячих і повільних водах, часто утворює цілі зарості — на всій території звичайний крім районів полинного Степу; в Кримській обл. вказано для оз. Караголь                                                                                                 | …                  | …                          |            |
| 31 | Півонія вузьколиста Paeonia tenuifolia L.                                                                                             | На степових ділянках з добре розвиненими чорноземними ґрунтами, на узліссях і галявинах байрачних лісів, на кам'янистих схилах Гірського Криму — пд. частина Лісостепу і Степ, Гірський Крим. У ЧКУ має статус «вразливий»                                    | [ 10 ]             | Півонієві Paeoniaceae      |            |
| 32 | Півонія кримська Paeonia daurica Andrews                                                                                              | Лісовий вид листяних (скельнодубових) та хвойно-листяних (сосново-дубових) гірських лісів субсередземноморського типу на бурих ґрунтах, що підстеляються вапняками — Гірський Крим. У ЧКУ має статус «вразливий»                                              | [ 11 ]             | …                          |            |
| 33 | Жовтяниця альпійська Chrysosplenium alpinum (Schur) Schur                                                                             | На берегах високогірних джерел у поясі криволісся — у Карпатах (гора Піп Іван Мармароський) | [ 12 ]             | Ломикаменеві Saxifragaceae |            |
| 34 | Жовтяниця черговолиста Chrysosplenium alternifolium L.                                                                                | На вологих місцях, у лісах біля канав, на берегах струмків, боліт — у лісових та лісостепових районах | …                  | …                          |            |
| 35 | Micranthes stellaris (L.) Galasso, Banfi & Soldano                                                                                    | На скелях, біля джерел у субальпійській і альпійській зонах — у Карпатах (гори: Піп Іван Мармароський, Говерла, Петрос, Близниця) | [ 13 ]             | …                          |            |
| 36 | Ломикамінь висхідний Saxifraga adscendens L.                                                                                          | На скелях, по берегах гірських річок — у Карпатах (гори Піп Іван Мармароський, Піп Іван Чорногорський, Петрос) | [ 12 ]             | …                          |            |
| 37 | Ломикамінь бульбоносний Saxifraga bulbifera L.                                                                                        | У світлих лісах, по тріщинах та скелях — на Закарпатті, зрідка (м. Мукачеео, Берегівський р-н, с. Береги). У ЧКУ має статус «зникаючий» | …                  | …                          |            |
| 38 | Ломикамінь карпатський Saxifraga carpatica Sternb.                                                                                    | На скелях у субальпійському та альпійському поясах — у Карпатах (гори Петрос та Піп Іван Чорногорський). У ЧКУ має статус «рідкісний» | …                  | …                          |            |
| 39 | Ломикамінь зернистий Saxifraga granulata L.                                                                                           | На луках і трав'янистих схилах — в зх. Поліссі (Волинська обл., Володимир-Волинський р-н, с. Верба). У ЧКУ має статус «зникаючий» | …                  | …                          |            |
| 40 | Ломикамінь жовто-зелений Saxifraga luteoviridis Schott & Kotschy                                                                      | На вапняних скелях, зрідка — у Карпатах (Чивчинські гори). У ЧКУ має статус «рідкісний» | …                  | …                          |            |
| 41 | Ломикамінь волотистий Saxifraga paniculata Mill.                                                                                      | На вапняних скелях, на кам'янистому ґрунті, в субальпійському і альпійському поясах — у Карпатах (Воловецький р-н, гора Пікуй, хр. Чорногора, Чивчинські гори)                                                                                                | …                  | …                          |            |
| 42 | Ломикамінь п'ємонтський Saxifraga pedemontana All.                                                                                    | На скелях в альпійському поясі — у Карпатах (гора Кобила біля Кобилецької Поляни у Закарпатській обл.). У ЧКУ має статус «зникаючий» | …                  | …                          |            |
| 43 | Ломикамінь трипальчастий Saxifraga tridactylites L.                                                                                   | На кам'янистих місцях, берегах, скелях — в Лісостепу і Степу, спорадично | …                  | …                          |            |
| 44 | Ломикамінь переломниковий Saxifraga androsacea L.                                                                                     | На вологих скелях, між камінням в альпійському поясі — у Карпатах (хр. Свидовець, гора Близниця). У ЧКУ має статус «рідкісний» | [ 14 ]             | …                          |            |
| 45 | Ломикамінь повзучий Saxifraga aizoides L.                                                                                             | На вологих, переважно вапнякових, скелях — у Карпатах (гора Петрос). У ЧКУ має статус «зникаючий» | [ 13 ]             | …                          |            |
| 46 | Ломикамінь мохуватий Saxifraga bryoides L.                                                                                            | На скелях в альпійському поясі — у Карпатах (гори Піп Іван Чорногорський, Петрос). У ЧКУ має статус «рідкісний» | …                  | …                          |            |
| 47 | Ломикамінь болотяний Saxifraga hirculus L.                                                                                            | На торфовищах — на півдні Полісся, у Лісостепу. У ЧКУ має статус «вразливий» | …                  | …                          |            |
| 48 | Ломикамінь зволожений Saxifraga irrigua M.Bieb.                                                                                       | На скелях, обривах, в горах — у гірському Криму | …                  | …                          |            |